# Miên Tư
Miên Tư (chữ Hán: 綿偲; 1776 – 1848), Ái Tân Giác La, là một Tông thất của nhà Thanh trong lịch sử Trung Quốc.

## Cuộc đời
Miên Tư được sinh ra vào ngày 29 tháng 2 (âm lịch) năm Càn Long thứ 41 (1776), trong gia tộc Ái Tân Giác La. Ông là con trai thứ tư của Thành Triết Thân vương Vĩnh Tinh, mẹ ông là Trắc Phúc tấn Lý Giai thị (李佳氏). Hai tháng sau khi ông ra đời, ông được cho làm con thừa tự của Bối lặc Vĩnh Cơ – Hoàng tử thứ mười hai của Càn Long Đế, em trai của cha ông. Năm Gia Khánh thứ 4 (1799), tháng giêng, ông được phong tước Nhất đẳng Trấn quốc Tướng quân, thưởng mang Hoa linh (花翎). Năm thứ 6 (1801), tháng 10, thăng làm Phụng ân Trấn quốc công. Năm thứ 10 (1805), tháng 12, thụ chức Tán trật đại thần, được vào Càn Thanh môn hành tẩu. Năm thứ 13 (1808), tháng 8, ông rời khỏi Càn Thanh môn, nhưng được giữ lại làm Tán trật đại thần Thượng hành tẩu. Năm thứ 24 (1819), tháng giêng, ông được thăng làm Bối tử. Năm thứ 25 (1820), tháng 9, quản lý Tương Hồng kỳ Giác La học sự vụ (鑲紅旗覺羅學事務).
Năm Đạo Quang thứ 2 (1822), ông thay quyền Phó Đô thống Mãn Châu Tương Lam kỳ. Tháng 6, nhậm chức Phó Đô thống Hán quân Tương Hoàng kỳ. Năm thứ 7 (1827), tháng 10, quản lý sự vụ của Sướng Xuân viên (暢春園). Năm thứ 8 (1828), tháng 6, điều làm Phó Đô thống Mãn Châu Tương Bạch kỳ, thay quyền Phó Đô thống Mông Cổ Chính Bạch kỳ. Năm thứ 10 (1830), tháng 4, nhậm Tông Nhân phủ Tả tông nhân (左宗人). Tháng 6 cùng năm, lại điều làm Đô thống Mông Cổ Tương Lam kỳ, thay quyền Đô thống Mông Cổ Tương Bạch kỳ. Năm thứ 11 (1831), ông lần lượt thay quyền Đô thống Tương Bạch kỳ của Mông Cổ, Hán quân, Mãn Châu. Tháng 10, thụ chức Nội đại thần (內大臣). Năm thứ 12 (1832), thay quyền Đô thống Mông Cổ Chính Hồng kỳ. Năm thứ 14 (1834), kiêm thay quyền Đô thống Hán quân Chính Lam kỳ. Năm thứ 16 (1836), tháng 5, vì duyên sự mà ông bị cách chức Đô thống Mông Cổ Tương Lam kỳ. Tháng 11 cùng năm, nhậm Đô thống Mông Cổ Chính Lam kỳ.
Năm thứ 18 (1838), tháng giêng, ông được tấn thăng làm Bối lặc. Ông lần lượt thay quyền Đô thống của Hán quân Tương Bạch kỳ, Mông Cổ Tương Hồng kỳ, Mông Cổ và Hán quân Chính Hồng kỳ. Tháng 5 cùng năm, thụ Chính Bạch kỳ Lĩnh Thị vệ Nội đại thần. Đến tháng 6 lại điều làm Chính Hoàng kỳ Lĩnh Thị vệ Nội đại thần. Tháng 11, nhậm Đô thống Hán quân Chính Lam kỳ. Năm thứ 21 (1841), ông thay lần lượt thay quyền Đô thống Mông Cổ Chính Lam kỳ và Hán quân Chính Hồng kỳ. Năm thứ 22 (1842) tháng 9, kiêm nhiệm Đô thống Mông Cổ Tương Lam kỳ. Năm thứ 23 (1843), kiêm thay quyền Đô thống Mông Cổ Chính Hồng kỳ. Năm thứ 25 (1845), tháng 2, chuyển sang Tông Nhân phủ Hữu tông chính (右宗正), ông được ban thưởng mặc Bổ phục Tứ đoàn long (四团龙补服). Năm thứ 28 (1848), ngày 12 tháng 11 (âm lịch), giờ Dần, ông qua đời, thọ 74 tuổi.

## Gia quyến
- Đích Phu nhân: Nữu Hỗ Lộc thị (鈕祜祿氏), con gái của Bố chính sứ Phúc Ngang (福昂).[2] Tất cả con trai của Miên Tư đều do Nữu Hỗ Lộc thị sinh ra.
- Con trai:

1. Dịch Tấn (奕縉; 1793 – 1856), mẹ là Đích Phu nhân Nữu Hỗ Lộc thị. Năm 1849 được tập tước Bối tử. Vô tự.[2]
2. Dịch Thuyên (奕絟; 1797 – 1798), mẹ là Đích Phu nhân Nữu Hỗ Lộc thị. Chết yểu.[32]
3. Dịch Thiện (奕繕; 1801 – 1866), mẹ là Đích Phu nhân Nữu Hỗ Lộc thị. Năm 1857 được tập tước Phụng ân Trấn quốc công. Có một con trai thừa tự.[32]